# Большой Патриарший переулок
Большо́й Патриа́рший переу́лок (до начала XVII века — Алма́зников переу́лок, в 1924—1964 — Большо́й Пионе́рский переу́лок, в 1964—1993 — у́лица Ада́ма Мицке́вича) — переулок в Центральном административном округе города Москвы на территории Пресненского района. Проходит от улицы Спиридоновка до Малой Бронной улицы. Нумерация домов ведётся от улицы Спиридоновка.

## Происхождение названия
Получил название в XVIII веке по находившимся в этой местности Патриаршим прудам; ранее именовался Алмазниковым переулком. В 1924 году переименован в Большой Пионерский переулок в честь Всесоюзной пионерской организации имени Ленина; в том же году Патриаршие пруды были переименованы в Пионерские. В 1964 году переименован в улицу Адама Мицкевича в честь польского поэта А. Мицкевича (1798—1855). В 1993 году переулку было возвращено историческое название.

## Примечательные здания и сооружения
По нечётной стороне:
- № 1/30 — Дом Тарасова (1909—1910, архитектор И. В. Жолтовский, строил архитектор А. Н. Агеенко; роспись интерьеров — художник И. И. Нивинский), объект культурного наследия федерального значения. В 1920-х годах в здании размещался Верховный суд[4]. Сейчас — Институт Африки;
- № 3 — в этом доме в 1948—1961 годах жил театровед и литературный критик Ю. И. Кагарлицкий[5]
- далее по нечётной стороне переулка располагается Патриарший пруд (по традиции употребляется форма множественного числа — Патриаршие пруды). На берегу пруда расположен павильон (№ 5), .построенный в 1986 году по проекту архитекторов М. Хазанова, Б. В. Палуя, Д. Лукаева, Л. Мотиной[6][7].

По чётной стороне:
- № 8 — Жилой дом для руководящего состава Авиапрома (конец 1920-х — начало 1930-х годов)[8]
- № 10 — Доходный дом (1903, архитектор Д. Д. Зверев), надстроен.
- № 14/27 — Доходный дом Е. Э. Соколовой (1910, архитектор Б. А. Альберти; надстроен 5 и 6 этажами в начале 1940-х гг.)